# 大崎町 (豊川市)
大崎町（おおさきちょう）は、愛知県豊川市の地名。

## 地理

### 交通
- 愛知県道31号東三河環状線
- 愛知県道334号千万町豊川線

### 字一覧
- 大町（おおまち）
- 門（かど）
- 上金居場（かみかねいば）
- 高野（こうの）
- 小林（こばやし）
- 下金居場（しもかねいば）
- 天神前（てんじんまえ）
- 野添（のぞえ）
- 野中（のなか）
- 宮之坪（みやのつぼ）

### 施設
- 東海典礼金清寺会館
- 大崎霊苑
- スギ薬局豊川センター
- 中部電力パワーグリッド豊川変電所
- 大崎公園(近隣公園)

## 歴史

### 沿革
- 江戸時代 - 三河国宝飯郡大崎村として所在[1]。千両村から分離した[1]。当初は幕府領[1]。
- 慶長11年 - 新城藩領[1]。
- 正保2年 - 幕府領[1]。
- 慶安元年 - 幕府および旗本菅沼氏の相給[1]。
- 延宝9年 - 鳥羽藩および旗本菅沼氏の相給[1]。
- 享保10年 - 幕府および旗本菅沼氏の相給[1]。
- 享保20年 - 幕府および旗本菅沼氏に加え、旗本松平氏、大岡氏の3給となる[1]。
- 1889年（明治22年） - 豊川村大字大崎となる[1]。
- 1893年（明治26年） - 豊川町大字大崎となる[1]。
- 1943年（昭和18年） - 豊川市大字大崎となる[1]。
- 1944年（昭和19年） - 豊川市大崎町となる[1]。
- 1973年（昭和48年） - 一部が穂ノ原に編入される[1]。
- 1974年（昭和49年） - 一部が南千両に編入される[1]。

### 人口の変遷
国勢調査による人口および世帯数の推移。
| 1995年（平成7年）  | 783世帯 2415人  |  |
| 2000年（平成12年） | 908世帯 2641人  |  |
| 2005年（平成17年） | 1098世帯 2991人 |  |
| 2010年（平成22年） | 1227世帯 3147人 |  |
| 2015年（平成27年） | 1262世帯 3129人 |  |
| 2020年（令和2年）  | 1460世帯 3290人 |  |

### WEB
1. ↑  “愛知県豊川市の町丁・字一覧”.   人口統計ラボ. 2024年5月1日閲覧。
2. 1 2  総務省統計局 (2022年2月10日). “令和2年国勢調査の調査結果(e-Stat) - 男女別人口，外国人人口及び世帯数－町丁・字等” (CSV). 2023年8月2日閲覧。
3. ↑  “読み仮名データの促音・拗音を小書きで表記するもの(zip形式) 愛知県” (zip).   日本郵便 (2024年2月29日). 2024年3月26日閲覧。
4. ↑  “市外局番の一覧” (PDF).   総務省 (2022年3月1日). 2022年3月22日閲覧。
5. ↑  “ナンバープレートについて”.   一般社団法人愛知県自動車会議所. 2024年1月21日閲覧。
6. ↑  総務省統計局 (2014年3月28日). “平成7年国勢調査の調査結果(e-Stat) - 男女別人口及び世帯数 －町丁・字等” (CSV). 2021年7月20日閲覧。
7. ↑  総務省統計局 (2014年5月30日). “平成12年国勢調査の調査結果(e-Stat) - 男女別人口及び世帯数 －町丁・字等” (CSV). 2021年7月20日閲覧。
8. ↑  総務省統計局 (2014年6月27日). “平成17年国勢調査の調査結果(e-Stat) - 男女別人口及び世帯数 －町丁・字等” (CSV). 2021年7月21日閲覧。
9. ↑  総務省統計局 (2012年1月20日). “平成22年国勢調査の調査結果(e-Stat) - 男女別人口及び世帯数 －町丁・字等” (CSV). 2021年7月21日閲覧。
10. ↑  総務省統計局 (2017年1月27日). “平成27年国勢調査の調査結果(e-Stat) - 男女別人口及び世帯数 －町丁・字等” (CSV). 2021年7月21日閲覧。

### 書籍
1. 1 2 3 4 5 6 7 8 9 10 11 12 13 14 15  「角川日本地名大辞典」編纂委員会 1989, p. 267.